# Interstate 385
Die Interstate 385 (kurz I-385) ist ein Interstate Highway in der Upstate-Region von South Carolina. Die I-385 ist eine Nebenstrecke der I-85. Der Highway stellt eine Verbindung zwischen Greenville und der I-26 im Süden her. Über diese Route entsteht der Anschluss von  Greenville an Columbia und Charleston.
In der Umgebung von Greenville bilden die letzten Kilometer der I-385 zusammen mit der I-185 die südliche Umgehungsstraße von Greenville.
Die I-385 ist 86 Kilometer (42 Meilen) lang und befindet sich vollständig im Bundesstaat South Carolina.

## Wichtige Städte
- Clinton (South Carolina)
- Mauldin (South Carolina)
- Fountain Inn (South Carolina)
- Simpsonville (South Carolina)
- Greenville (South Carolina)

## Zubringer und Umgehungen
- Interstate 185 bei Greenville